# Weteranów
Weteranów – część miasta Góry Kalwarii (SIMC 0920367), w województwie mazowieckim, w powiecie piaseczyńskim. Leży na samym południu miasta, przy drodze do Czerska, z którym graniczy. Rozpościera się między ulicami Czerską i Graniczną.
Dawniej samodzielna miejscowość. Osada włościańska istniała już w XIX wieku. Po upadku powstania styczniowego władze
carskie zezwoliły niektórym ułaskawionym weteranom powstania na osiedlenie się na tym terenie (stąd nazwa).
W latach 1867–1952 w gminie Czersk w powiecie grójeckim. 20 października 1933 utworzono gromadę Weteranów w granicach gminy Czersk, składającą się z wsi Weteranów i wsi Włóka Podominikańska.
Podczas II wojny światowej w Generalnym Gubernatorstwie, w dystrykcie warszawskim. W 1943 gromada Weteranów liczyła 152 mieszkańców.
29 listopada 1948 gromadę Weteranów wyłączono z gminy Czersk i włączono do Góra Kalwarii.